# Kigarura
Kigarura är ett vattendrag i Burundi.   Det ligger i provinsen Kayanza, i den nordvästra delen av landet, 60 kilometer nordost om huvudstaden Bujumbura.
Omgivningarna runt Kigarura är en mosaik av jordbruksmark och naturlig växtlighet. Runt Kigarura är det tätbefolkat, med 383 invånare per kvadratkilometer.